# A fogaskerekű 1987-es balesete
A budapesti fogaskerekű vasút 1987. január 11-én bekövetkezett balesete a magyar főváros közösségi közlekedésének egyik legsúlyosabb balesete, s magának a vonalnak az eddigi legtragikusabb eseménye volt. A szerencsétlenségben a fogaskerekű egy fékezhetetlenné vált szerelvénye rohant bele lejtmenetben egy, vele szemben, felfelé haladó, másik szerelvénybe, s az ütközésben mindkét járművezető életét vesztette, valamint az utasok egy része is megsérült.

## Előzmények
1987. január 11-én, vasárnapi napon igen intenzív havazás kezdődött Európa középső részén, beleértve Magyarországot is, ami a következő napokban tovább folytatódott, így a következő hét végéig szinte megbénította az országot, nagy mértékű közlekedési káoszt és ellátási nehézségeket okozva
Aznap reggel a budapesti fogaskerekű vonalán, Orgonás állomás hegy felőli oldalán kisiklott a hegyivasút egyik, lefelé tartó szerelvénye, ezért az érintett vágányszakasz felszabadításáig a vonatok csak Városmajor és Orgonás, illetve Esze Tamás Iskola megállóhely és a Széchenyi-hegyi végállomás között tudtak közlekedni. Az 57-es pályaszámú motorkocsi mind a négy tengelyével elhagyta a pályát, és becsúszott az állomás két vágánya közé, a 67-es pótkocsi csak a völgy felőli forgóvázával tért le a sínekről.
A vonal alsó szakaszán az 53-as és 63-as pályaszámú kocsikból álló szerelvény közlekedett, melynek fő feladata az elkövetkező órákra az lett, hogy felhordja a (közúton megközelíthetetlen) helyszínre a műszaki mentéshez szükséges emelőket és más berendezéseket. A hegy felőli szakaszon közlekedő vonatok egyike, az 52-es és 62-es pályaszámú kocsikból összeállított szerelvény viszont ugyancsak kiállt a forgalomból, vezetője fékhiba miatt leállította és rögzítette a 67-es kocsi felett.
A nap folyamán a műszaki mentést végzőknek sikerült visszahelyezniük a sínekre a 67-es számú kocsit, az 57-est pedig olyan helyzetbe állították, az első vágány peronja közelébe, hogy legalább a kitérő vágányon ne érjen bele a vonatok űrszelvényébe, és ne akadályozza azok közlekedését. Miután a kocsit ebben a helyzetében leláncolták, a 67-es kocsit és az 52-62-es szerelvényt is lejuttatták a fogaskerekű vonal városmajori forgalmi telepére. Ezt követően, még a nap folyamán újraindult a közlekedés a vonal teljes hosszában, visszaállt a forgalomba a fékproblémás szerelvény is.

## A baleset
Este nyolc után – egyes adatok szerint 20 óra 05 perckor, más források szerint 20 óra 30 perc körül – a völgymenetben haladó 52-62-es szerelvény fékrendszere a Szabadság-hegy (ma: Svábhegy) állomást elhagyva felmondta a szolgálatot, így a vonat Városkút megállóhelyen, illetve Gyöngyvirág utca (ma: Adonis utca) és Erdei iskola állomásokon már nem volt képes megállni, a soron következő megállóhely, Esze Tamás Iskola megálló térségében pedig, a lejtőn szabadon gyorsulva (80-100 km/h körüli becsült sebességgel) belerohant a szemből érkező 53-63-as szerelvénybe. Az 52-es motorkocsi teljesen belefúródott a 63-as pótkocsiba, s az ütközés erejétől mindkettő egészen Orgonás állomásig gurult le, ahol a reggel kisiklott 57-es kocsi mellett, illetve annak nekicsúszva álltak meg. Mindkét szerelvény ketté is szakadt: a lefelé tartó vonat pótkocsija a karambol helyszínén maradt – így alig károsodott –, a másik vonat völgy felőli 53-as motorkocsija viszont Orgonástól is továbbgurult, egészen a városmajori végállomásig, ahol – valamelyest már lelassulva – az utasok nélkül ott álló, 64-es pályaszámú kocsinak nekiütközve állt meg.
Az ütközés következtében a lejtmeneti szerelvényt vezető Czippoth (máshol Czipóth) Istvánné, Márta és a másik jármű vezetője, Nok (más adat szerint Nock) Péter életét vesztette, az utasok közül nyolcan sérültek meg, hárman – más adat szerint négyen – súlyosan, a többiek pedig könnyebben. Mentésüket igen nagy mértékben megnehezítette egyrészt a baleseti helyszín közúti megközelíthetetlensége, másrészt a mostoha időjárás – az egész nap tartó intenzív havazás, a mínusz 10 fok körüli hőmérséklet és a helyenként komoly hófúvásokat okozó szél.
A későbbi vizsgálatok arra jutottak, hogy az 52-es pályaszámú motorkocsi elsődleges fékrendszere alkalmatlan alkatrészekkel volt ugyan felszerelve, és az elfagyás is hozzájárult ahhoz, hogy nem lehetett megállásig lefékezni, a kocsi villamos fékjéről azonban azt mondták ki, hogy az vezetési hibából kifolyólag vált működésképtelenné. A balesetet követően ugyanakkor a közlekedési vállalat egy illetékese egy, Juszt László riporternek adott televíziós nyilatkozatában, a lehetséges okokról szólva – az utasoktól kapott információkra hivatkozva – azt közölte, hogy „a két járművezető mindent megtett annak érdekében, hogy ne következzen be ilyen esemény”.
A baleset feltehető okáról a Budapesti Fogaskerekű Vasút néven vezetett nyilvános Facebook-oldal egy 2012-es bejegyzése szó szerint ezt írja: „Városkút megállóhelynél [a lefelé tartó szerelvény vezetője] nem tudott megállni, a légfék valamiért elégtelennek bizonyult. Erdei Iskola előtt megpróbálta a még kis sebességgel haladó vonatát a villamosvezetésben is alkalmazott "kontrázással" megállítani és ekkor következett be a baj. A nagy ellenirányú erőhatásokat a motorkocsi hajtásrendszere nem bírta, gyakorlatilag felrobbant a tengelykapcsolója, megszűnt a kapcsolat a generátorként üzemelő villamos motorok és a meghajtott kapaszkodókerék tengelye között.”

## A baleset utóélete
A roncsok eltávolítása a helyszínről és az érintett vasúti pályaszakasz teljes felszabadítása több, mint egy hetet vett igénybe. Ezt követően is csak csökkentett üzemben sikerült helyreállítani a forgalmat, az épen maradt négy szerelvénnyel (51-61, 54-67!, 55-65, 56-66). A tragédiából okulva a szerelvények fékrendszerét az elkövetkező időszakban részlegesen átalakították, 1991-ben pedig számítógéppel felülvezérelt központi, diszpécseri biztosító berendezést is telepítettek a vonalon.
A legnagyobb károsodást a 63-as pályaszámú pótkocsi szenvedte el, mivel az „A” vége a vezetőfülkével együtt teljesen szétroncsolódott, „B” vége pedig kisiklott, kerekeivel Orgonásig darálta a talpfákat, majd az ott hagyott 57-es kocsinak ütközve állt meg. Jelentős rongálódása miatt sokáig le akarták selejtezni, de később mégis a javítása mellett döntöttek. A BKV Fehér úti vasúti járműjavító telepén állították helyre, de károsodásának mértékét jelzi, hogy csak hat évvel a baleset után, 1993-ban állt újra forgalomba.

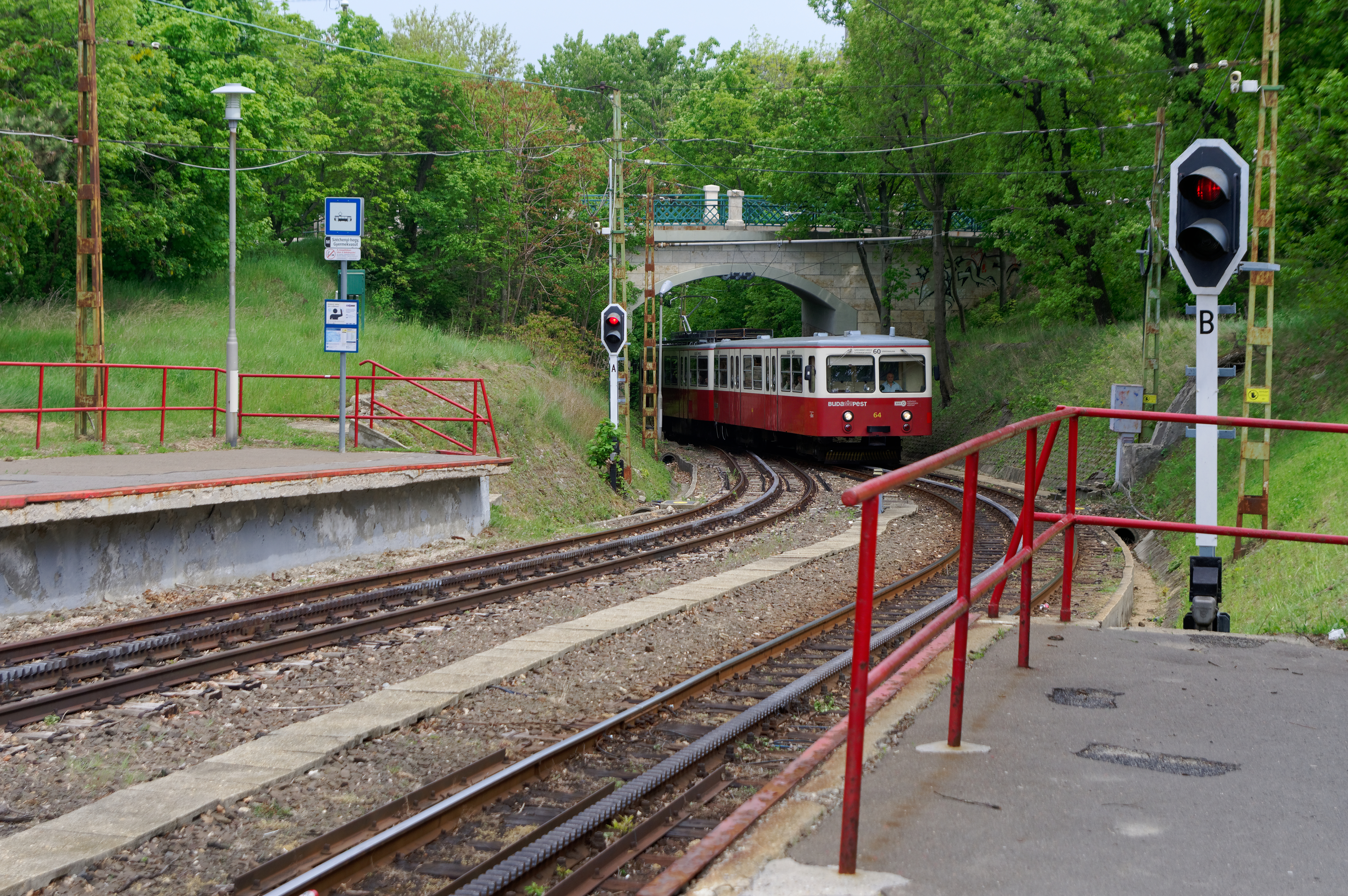
A baleset után az összes érintett kocsit helyreállították, köztük a minden tekintetben „vétlen”, e 2019-es fotón látható 64-es pályaszámú pótkocsit is

A többi érintett kocsi közül az 52-es pályaszámú motorkocsit – melynek meghibásodása volt a tragédia közvetlen okozója – ugyancsak a Fehér úti telepen állították helyre; 1991-ben állt újra forgalomba. Ugyanezen szerelvény hátsó kocsija, a 62-es pótkocsi viszont az összes érintett jármű közül a legsimábban úszta meg a balesetet, így néhány hónapon belül újra forgalomba állhatott. Az 53-as motorkocsi – amely Városmajorig gurult – 1989-ben, a Városmajornál álló helyzetben megsérült 64-es pótkocsi pedig 1987 nyarán állt forgalomba. Viszonylag hamar, 1987 tavaszán visszaállt a forgalomba az 57-es motorkocsi is, a helyrehozataláig eltelt néhány hónapban az 54-es motorkocsi a 67-es pótkocsival közlekedett.
Mivel a Fogaskerekű vonalának környékén élők közül sokan személyesen is ismerték a két elhunyt járművezetőt, a szerencsétlenséget követően gyűjtést is indítottak a családjaik megsegítésére.